# 万门大学
万门大学（英語：One-Man University）是由童哲於2014年创办的虚拟网络大学，宣称致力于降低中国高等教育门槛。
2017年，万门大学因经营场所无法联系被公示。2015年中国股灾時，公司面临资金链断裂，童哲的母亲卖了厦门的一套房子並借给童哲一百多万，高中学长蔡嘉育借给童哲了三百万，萬門大學得以繼續運營。
2022年3月22日，万门大学的App无法登陆，並從苹果商店下架，收费用户的vip群全部解散。